# Землетрясение в Центральной Калифорнии (2010)
Землетрясение магнитудой 3,9 произошло 10 августа 2010 года в 00:51:10 (UTC) в Центральной Калифорнии, субрегионе Северной Калифорнии (США), в 2,2 км к северу от города Аромас. Гипоцентр землетрясения располагался на глубине 5,3 километров.
Землетрясение ощущалось в Аромас, Кастровиль, Гилрой, Лос-Альтос, Сан-Франциско, Сан-Хосе, Сан-Хуан-Батиста, Уотсонвиль. Подземные толчки ощущались в районе залива Монтерей и полуострова Сан-Франциско, а также в районе Ист-Бэй и населённых пунктах до Фресно и Пасо-Роблс.
В результате землетрясения сообщений о жертвах и разрушениях не поступало.

## Тектонические условия региона
Округа Монтерей и Сан-Бенито, на границе которых произошло землетрясение, находятся в Калифорнии — регионе, который имеет долгую историю разрушительных землетрясений. Сильные землетрясения происходят здесь вдоль разломной системы Сан-Андреас — основной геологической границы между тектоническими плитами Северной Америки и Тихого океана, которая проходит через большую часть штата Калифорния.
Зона субдукции Каскадия простирается под округами Гумбольдт и Дель-Норте, простираясь от мыса Мендосино до Тихоокеанского побережья на северо-западе. Эта зона способна вызвать землетрясения магнитудой 9 или более, которые происходят в среднем раз в 500 лет. Последнее такое событие произошло в 1700 году. Учёные выяснили, что частичные разрушения в сейсмической зоне Каскадия, происходящие в её южной половине (которая простирается в Северную Калифорнию), приводили к землетрясениям магнитудой 8 или более. Очень сильные землетрясения, происходящие вблизи побережья, могут вызвать разрушительные колебания почвы и волны цунами. Почвы на равнинных районах вдали от крупных разломов могут подвергаться разжижению. На крутых склонах возможно возникновение оползней.